# Diatonisk skala
En diatonisk skala er en syv-tonig skala med 5 heltoneskridt og 2 halvtoneskridt.
Dur-skalaen med interval-afstandende 1-1-½-1-1-1-½ er en diatonisk skala.
Diatonisk opadgående skala i c-dur: